# ワールドエンド! フィニーとノアの箱舟
『ワールドエンド! フィニーとノアの箱舟』（原題: Ooops! Noah Is Gone...) 2015年にリリースされたアニメーション映画。日本では2015年10月21日に直接、DVDでリリースされた。

## キャスト
- フィニー - カラム・マロニー(本田和希)
- リア - エル・ファニング(羽鳥淳子)
- デイブ - ダグラス・ブース(大塚智則)
- ヘーゼル - エイミー・グラント(浅井晴美)
- ライオン - マーティン・シーン[1] (龍波しゅういち)
- デブッチ - パトリック・バック(真田雅隆)
- ヒッツキ - ポール・タイラック(高橋ちんねん)

## DVD
ミッドシップ